# Llista de topònims de Talamanca
Llista de topònims (noms propis de lloc) del municipi de Talamanca, al Bages
Informació actualitzada per un bot. Els canvis manuals es perdran quan s'actualitzi!

## creu de terme
| imatge | Nom                       | Ubicat a  | instància de  | Detalls                     | coordenades                                                           | Protecció                                  | Commons (més fotos)       | Dades a WD                    |
| ------ | ------------------------- | --------- | ------------- | --------------------------- | --------------------------------------------------------------------- | ------------------------------------------ | ------------------------- | ----------------------------- |
|        | creu de l'Era             | Talamanca | creu de terme | Estil: arquitectura popular | 41° 44′ 12″ N, 1° 58′ 39″ E / 41.736743°N,1.977537°E                  | bé integrant del patrimoni cultural català | Creu de l'Era (Talamanca) | Modifica les dades a Wikidata |
|        | creu de terme (Talamanca) | Talamanca | creu de terme |                             | 41° 44′ 13″ N, 1° 58′ 40″ E / 41.7368520493099°N,1.9777015410058736°E |                                            |                           | Modifica les dades a Wikidata |

## curs d'aigua
| imatge | Nom                              | Ubicat a                                      | instància de | Detalls                                    | coordenades | Protecció | Commons (més fotos)     | Dades a WD                    |
| ------ | -------------------------------- | --------------------------------------------- | ------------ | ------------------------------------------ | --- | --------- | ----------------------- | ----------------------------- |
|        | riera de Mura                    | Mura el Pont de Vilomara i Rocafort Talamanca | curs d'aigua | Desemboca: Llobregat                       | 41° 43′ 23″ N, 1° 52′ 39″ E / 41.723069°N,1.877364°E 41° 41′ 47″ N, 1° 59′ 00″ E / 41.696439°N,1.983407°E                                                  |           | Riera de Nespres (Mura) | Modifica les dades a Wikidata |
|        | riera de Talamanca               | Talamanca                                     | curs d'aigua | Desemboca: Talamanca Llarg: 15km           | 41° 43′ 17″ N, 1° 59′ 45″ E / 41.721427°N,1.995823°E 41° 43′ 56″ N, 1° 53′ 40″ E / 41.732211°N,1.894312°E ca:Terme municipal de Talamanca, 08279 Talamanca |           | Riera de Talamanca      | Modifica les dades a Wikidata |
|        | torrent de la Baga de les Llanes | Talamanca                                     | curs d'aigua | Desemboca: riera de Talamanca Llarg: 1.3km | 41° 44′ 14″ N, 1° 59′ 15″ E / 41.7371°N,1.98744°E |           |                         | Modifica les dades a Wikidata |
|        | torrent de la Font dels Pets     | Monistrol de Calders Talamanca                | curs d'aigua | Desemboca: riera de Talamanca Llarg: 2km   | 41° 44′ 27″ N, 1° 58′ 50″ E / 41.7407°N,1.98044°E |           |                         | Modifica les dades a Wikidata |
|        | torrent del Molí del Menut       | Talamanca                                     | curs d'aigua | Desemboca: riera de Talamanca Llarg: 1.2km | 41° 44′ 37″ N, 1° 58′ 41″ E / 41.7437°N,1.97794°E |           |                         | Modifica les dades a Wikidata |

## església
| imatge | Nom                                 | Ubicat a  | instància de | Detalls                                  | coordenades                                                                                   | Protecció                                  | Commons (més fotos)                 | Dades a WD                    |
| ------ | ----------------------------------- | --------- | ------------ | ---------------------------------------- | --------------------------------------------------------------------------------------------- | ------------------------------------------ | ----------------------------------- | ----------------------------- |
|        | Santa Magdalena de Talamanca        | Talamanca | església     | Estil: arquitectura romànica             | 41° 44′ 16″ N, 1° 56′ 25″ E / 41.73783333°N,1.94027778°E                                      | bé integrant del patrimoni cultural català | Santa Magdalena de Talamanca        | Modifica les dades a Wikidata |
|        | Santa Maria de Talamanca            | Talamanca | església     | Estil: arquitectura romànica             | 41° 44′ 17″ N, 1° 58′ 38″ E / 41.737991°N,1.977121°E                                          | bé integrant del patrimoni cultural català | Santa Maria de Talamanca            | Modifica les dades a Wikidata |
|        | capella de la Concepció             | Talamanca | església     | Estil: arquitectura popular 18th century | 41° 44′ 12″ N, 1° 55′ 55″ E / 41.736653°N,1.932061°E ca:Al costat del mas la Tatgera 394 msnm | bé integrant del patrimoni cultural català | Capella de la Concepció (Talamanca) | Modifica les dades a Wikidata |
|        | església de Sant Esteve de Vilarasa | Talamanca | església     | Estil: arquitectura romànica             | 41° 44′ 03″ N, 1° 54′ 27″ E / 41.734045°N,1.907574°E                                          | bé integrant del patrimoni cultural català |                                     | Modifica les dades a Wikidata |

## indret
| imatge | Nom                     | Ubicat a                       | instància de | Detalls      | coordenades                                                       | Protecció | Commons (més fotos)     | Dades a WD                    |
| ------ | ----------------------- | ------------------------------ | ------------ | ------------ | ----------------------------------------------------------------- | --------- | ----------------------- | ----------------------------- |
|        | Bonesfonts              | Talamanca                      | indret       |              | 41° 44′ 14″ N, 1° 59′ 53″ E / 41.737253°N,1.998194°E 600 msnm     |           |                         | Modifica les dades a Wikidata |
|        | Cinglera de Rocablanca  | Talamanca                      | indret       |              | 41° 44′ 20″ N, 1° 59′ 30″ E / 41.7389°N,1.99173°E                 |           |                         | Modifica les dades a Wikidata |
|        | Cingles de l'Estoviada  | Talamanca                      | indret       | Llarg: 0.5km | 41° 44′ 50″ N, 1° 59′ 17″ E / 41.747161°N,1.98806°E 500 550 msnm  |           | Cingles de l'Estoviada  | Modifica les dades a Wikidata |
|        | L'Estoviada de Mussarra | Monistrol de Calders Talamanca | indret       |              | 41° 44′ 50″ N, 1° 59′ 30″ E / 41.7471°N,1.99172°E 575 msnm        |           | L'Estoviada de Mussarra | Modifica les dades a Wikidata |
|        | La Devesa               | Talamanca                      | indret       |              | 41° 44′ 01″ N, 1° 59′ 56″ E / 41.73355417°N,1.99877778°E 550 msnm |           |                         | Modifica les dades a Wikidata |
|        | Roca Giberta            | Talamanca                      | indret       |              | 41° 44′ 50″ N, 1° 59′ 22″ E / 41.7472°N,1.98936667°E 545 msnm     |           | Roca Giberta            | Modifica les dades a Wikidata |
|        | Vinya Vella de Mussarra | Monistrol de Calders Talamanca | indret       |              | 41° 45′ 02″ N, 1° 59′ 09″ E / 41.75044611°N,1.985785°E 550 msnm   |           | Vinya Vella de Mussarra | Modifica les dades a Wikidata |

## masia
| imatge | Nom               | Ubicat a  | instància de | Detalls                     | coordenades                                                                                              | Protecció                                  | Commons (més fotos) | Dades a WD                    |
| ------ | ----------------- | --------- | ------------ | --------------------------- | --- | ------------------------------------------ | ------------------- | ----------------------------- |
|        | Ca l'Artesà       | Talamanca | masia        |                             | 41° 43′ 07″ N, 1° 56′ 27″ E / 41.7187234115356°N,1.94095933414787°E                                      |                                            |                     | Modifica les dades a Wikidata |
|        | Ca la Felipa      | Talamanca | masia        |                             | 41° 43′ 06″ N, 1° 56′ 31″ E / 41.7182019376957°N,1.94203781805202°E                                      |                                            |                     | Modifica les dades a Wikidata |
|        | Ca n'Escaiola     | Talamanca | masia        |                             | 41° 44′ 02″ N, 1° 56′ 06″ E / 41.7338812260957°N,1.93502275937532°E                                      |                                            |                     | Modifica les dades a Wikidata |
|        | Cal Jepet         | Talamanca | masia        |                             | 41° 43′ 34″ N, 1° 54′ 56″ E / 41.7261961214164°N,1.91552803661341°E                                      |                                            |                     | Modifica les dades a Wikidata |
|        | Cal Sastre        | Talamanca | masia        |                             | 41° 44′ 01″ N, 1° 58′ 48″ E / 41.7335785122759°N,1.98008343750524°E                                      |                                            |                     | Modifica les dades a Wikidata |
|        | Can Rubí          | Talamanca | masia        |                             | 41° 43′ 44″ N, 1° 57′ 48″ E / 41.7289073739568°N,1.96336035952933°E                                      |                                            |                     | Modifica les dades a Wikidata |
|        | Can Valls         | Talamanca | masia        |                             | 41° 44′ 17″ N, 1° 57′ 56″ E / 41.7381513340074°N,1.96567689264561°E                                      |                                            |                     | Modifica les dades a Wikidata |
|        | Casa de les Tines | Talamanca | masia        |                             | 41° 43′ 43″ N, 1° 52′ 31″ E / 41.728501571526°N,1.87521056441643°E ca:Casa de les Tines, 08279 Talamanca |                                            |                     | Modifica les dades a Wikidata |
|        | Mas Serra         | Talamanca | masia        | Estil: arquitectura popular | 41° 43′ 36″ N, 1° 59′ 00″ E / 41.726545°N,1.983398°E                                                     | bé integrant del patrimoni cultural català |                     | Modifica les dades a Wikidata |
|        | Mas de la Vila    | Talamanca | masia        | Estil: arquitectura popular | 41° 43′ 46″ N, 1° 57′ 17″ E / 41.729557°N,1.954686°E                                                     | bé integrant del patrimoni cultural català |                     | Modifica les dades a Wikidata |
|        | Pruners           | Talamanca | masia        |                             | 41° 43′ 30″ N, 1° 56′ 11″ E / 41.7249779936707°N,1.93649232473148°E                                      |                                            |                     | Modifica les dades a Wikidata |
|        | Rovell            | Talamanca | masia        |                             | 41° 43′ 09″ N, 1° 58′ 29″ E / 41.719116664919°N,1.9746203800512°E                                        |                                            |                     | Modifica les dades a Wikidata |
|        | el Bassot         | Talamanca | masia        |                             | 41° 44′ 02″ N, 1° 58′ 46″ E / 41.7339427267314°N,1.97951252160041°E                                      |                                            |                     | Modifica les dades a Wikidata |
|        | el Cingle         | Talamanca | masia        |                             | 41° 44′ 16″ N, 1° 57′ 18″ E / 41.737854995843°N,1.9550820913788°E                                        |                                            |                     | Modifica les dades a Wikidata |
|        | el Trullàs        | Talamanca | masia        |                             | 41° 43′ 02″ N, 1° 57′ 45″ E / 41.717207660884°N,1.9626294248688°E                                        |                                            |                     | Modifica les dades a Wikidata |
|        | el Vilar          | Talamanca | masia        |                             | 41° 42′ 40″ N, 1° 56′ 49″ E / 41.7112393144605°N,1.94691203906885°E                                      |                                            |                     | Modifica les dades a Wikidata |
|        | la Tatgera        | Talamanca | masia        |                             | 41° 44′ 11″ N, 1° 55′ 56″ E / 41.736340861161°N,1.93219232932644°E 384 msnm                              |                                            | La Tatgera          | Modifica les dades a Wikidata |
|        | la Teuleria       | Talamanca | masia        |                             | 41° 42′ 56″ N, 1° 57′ 37″ E / 41.7156832890729°N,1.96015890204741°E                                      |                                            |                     | Modifica les dades a Wikidata |
|        | la Vinya Vella    | Talamanca | masia        |                             | 41° 44′ 21″ N, 1° 58′ 17″ E / 41.7392748139577°N,1.97143112007955°E                                      |                                            |                     | Modifica les dades a Wikidata |
|        | les Generes       | Talamanca | masia        |                             | 41° 44′ 07″ N, 1° 53′ 16″ E / 41.7354145106095°N,1.88771595939529°E                                      |                                            |                     | Modifica les dades a Wikidata |

## muntanya
| imatge | Nom        | Ubicat a       | instància de | Detalls | coordenades                                                         | Protecció | Commons (més fotos) | Dades a WD                    |
| ------ | ---------- | -------------- | ------------ | ------- | ------------------------------------------------------------------- | --------- | ------------------- | ----------------------------- |
|        | Bernat     | Talamanca      | muntanya     |         | 41° 43′ 28″ N, 1° 58′ 43″ E / 41.72441111°N,1.97874722°E 609.1 msnm |           |                     | Modifica les dades a Wikidata |
|        | Cantagalls | Talamanca      | muntanya     |         | 41° 43′ 55″ N, 1° 57′ 49″ E / 41.73188889°N,1.96357222°E 528.3 msnm |           |                     | Modifica les dades a Wikidata |
|        | Comasada   | Talamanca      | muntanya     |         | 41° 43′ 39″ N, 1° 55′ 28″ E / 41.72749444°N,1.92448611°E 478.4 msnm |           |                     | Modifica les dades a Wikidata |
|        | Puig Cogul | Mura Talamanca | muntanya     |         | 41° 42′ 52″ N, 1° 58′ 05″ E / 41.71438333°N,1.96806917°E 615 msnm   |           |                     | Modifica les dades a Wikidata |
|        | la Rossena | Talamanca      | muntanya     |         | 41° 44′ 28″ N, 1° 58′ 14″ E / 41.74108056°N,1.97061111°E 588.1 msnm |           |                     | Modifica les dades a Wikidata |

## pedrera
| imatge | Nom                    | Ubicat a  | instància de | Detalls | coordenades                                                         | Protecció | Commons (més fotos) | Dades a WD                    |
| ------ | ---------------------- | --------- | ------------ | ------- | ------------------------------------------------------------------- | --------- | ------------------- | ----------------------------- |
|        | Pedrera de Sant Esteve | Talamanca | pedrera      |         | 41° 43′ 55″ N, 1° 55′ 06″ E / 41.7318789866436°N,1.91834228645432°E |           |                     | Modifica les dades a Wikidata |
|        | Pedrera de Sant Ignasi | Talamanca | pedrera      |         | 41° 43′ 43″ N, 1° 54′ 43″ E / 41.7285037889758°N,1.91191824364742°E |           |                     | Modifica les dades a Wikidata |
|        | Pedrera de la Rossena  | Talamanca | pedrera      |         | 41° 44′ 32″ N, 1° 58′ 01″ E / 41.7422434218246°N,1.96700624554785°E |           |                     | Modifica les dades a Wikidata |
|        | Pedrera del Cingle     | Talamanca | pedrera      |         | 41° 44′ 15″ N, 1° 57′ 06″ E / 41.7375286339409°N,1.95162942107222°E |           |                     | Modifica les dades a Wikidata |
|        | Pedreres Sellarès      | Talamanca | pedrera      |         | 41° 44′ 13″ N, 1° 57′ 53″ E / 41.7370794664818°N,1.96467195709637°E |           |                     | Modifica les dades a Wikidata |

## serra
| imatge | Nom                 | Ubicat a                       | instància de | Detalls | coordenades                                                         | Protecció | Commons (més fotos) | Dades a WD                    |
| ------ | ------------------- | ------------------------------ | ------------ | ------- | ------------------------------------------------------------------- | --------- | ------------------- | ----------------------------- |
|        | Serrat de Mussarra  | Monistrol de Calders Talamanca | serra        |         | 41° 44′ 24″ N, 2° 00′ 06″ E / 41.740074°N,2.001794°E 690 msnm       |           | Serrat de Mussarra  | Modifica les dades a Wikidata |
|        | serra de les Bigues | Talamanca                      | serra        |         | 41° 43′ 36″ N, 1° 58′ 33″ E / 41.72660833°N,1.97577778°E 609.1 msnm |           |                     | Modifica les dades a Wikidata |
|        | serrat del Caselles | Talamanca                      | serra        |         | 41° 43′ 45″ N, 1° 56′ 31″ E / 41.7292°N,1.94185°E 522 msnm          |           |                     | Modifica les dades a Wikidata |

## sínia
| imatge | Nom                         | Ubicat a  | instància de | Detalls                     | coordenades                                                         | Protecció                                  | Commons (més fotos) | Dades a WD                    |
| ------ | --------------------------- | --------- | ------------ | --------------------------- | ------------------------------------------------------------------- | ------------------------------------------ | ------------------- | ----------------------------- |
|        | Sínia de Can Valls          | Talamanca | sínia        |                             | 41° 44′ 22″ N, 1° 58′ 52″ E / 41.7395782591594°N,1.98122713714194°E |                                            |                     | Modifica les dades a Wikidata |
|        | Sínia del Mas de la Serra   | Talamanca | sínia        | Estil: arquitectura popular |                                                                     | bé integrant del patrimoni cultural català |                     | Modifica les dades a Wikidata |
|        | la Sínia de l'Hort del Prat | Talamanca | sínia        |                             | 41° 43′ 20″ N, 1° 55′ 28″ E / 41.7221376536371°N,1.92454088923607°E |                                            |                     | Modifica les dades a Wikidata |

## tina
| imatge | Nom                             | Ubicat a  | instància de | Detalls                     | coordenades | Protecció                   | Commons (més fotos) | Dades a WD                    |
| ------ | ------------------------------- | --------- | ------------ | --------------------------- | --- | --------------------------- | ------------------- | ----------------------------- |
|        | Tina del Solei de les Generes   | Talamanca | tina         | Estil: arquitectura popular | 41° 43′ 56″ N, 1° 53′ 44″ E / 41.732256°N,1.895676°E ca:Solei de les Generes, mas Les Generes, 08279 Talamanca    | bé cultural d'interès local |                     | Modifica les dades a Wikidata |
|        | Tina del camí de les Generes I  | Talamanca | tina         | Estil: arquitectura popular | 41° 43′ 36″ N, 1° 53′ 21″ E / 41.7266°N,1.889149°E ca:Camí de les Generes, Mas Les Generes, 08279 Talamanca       | bé cultural d'interès local |                     | Modifica les dades a Wikidata |
|        | Tina del camí de les Generes II | Talamanca | tina         | Estil: arquitectura popular | 41° 43′ 32″ N, 1° 53′ 15″ E / 41.725467°N,1.887509°E ca:Camí de les Generes, Mas Les Generes, 08279 Talamanca     | bé cultural d'interès local |                     | Modifica les dades a Wikidata |
|        | Tina la Solitària               | Talamanca | tina         | Estil: arquitectura popular | 41° 43′ 31″ N, 1° 53′ 30″ E / 41.725381°N,1.891646°E ca:Pista forestal Viladordis-Talamanca km 6, 08279 Talamanca | bé cultural d'interès local | Tina la Solitària   | Modifica les dades a Wikidata |
|        | Tina la Transformada            | Talamanca | tina         | Estil: arquitectura popular | 41° 43′ 32″ N, 1° 53′ 32″ E / 41.72564°N,1.892315°E ca:Pista forestal Viladordis-Talamanca km 6, 08279 Talamanca  | bé cultural d'interès local |                     | Modifica les dades a Wikidata |
|        | Tines de Ca n'Escaiola          | Talamanca | tina         | Estil: arquitectura popular | 41° 43′ 58″ N, 1° 55′ 55″ E / 41.732751°N,1.931813°E                                                              | bé cultural d'interès local |                     | Modifica les dades a Wikidata |
|        | Tines de la Casa de les Tines   | Talamanca | tina         | Estil: arquitectura popular | 41° 43′ 42″ N, 1° 52′ 31″ E / 41.728258°N,1.875293°E                                                              | bé cultural d'interès local |                     | Modifica les dades a Wikidata |
|        | Tines de la Masia Sant Esteve   | Talamanca | tina         | Estil: arquitectura popular | 41° 43′ 51″ N, 1° 54′ 32″ E / 41.730708°N,1.908953°E                                                              | bé cultural d'interès local |                     | Modifica les dades a Wikidata |
|        | Tines del camí de les Generes   | Talamanca | tina         |                             | 41° 43′ 32″ N, 1° 53′ 15″ E / 41.725467°N,1.887509°E                                                              | bé cultural d'interès local |                     | Modifica les dades a Wikidata |
|        | Tines del pla de les Generes    | Talamanca | tina         | Estil: arquitectura popular | 41° 43′ 42″ N, 1° 53′ 16″ E / 41.728315°N,1.887712°E                                                              | bé cultural d'interès local |                     | Modifica les dades a Wikidata |
|        | Tines dels Tres Salts           | Talamanca | tina         | Estil: arquitectura popular | 41° 43′ 28″ N, 1° 52′ 40″ E / 41.724436°N,1.877776°E                                                              | bé cultural d'interès local | Tines Tres Salts    | Modifica les dades a Wikidata |

## Misc
| imatge | Nom                                     | Ubicat a                                                                          | instància de                                   | Detalls                                                   | coordenades | Protecció                                            | Commons (més fotos)                     | Dades a WD                    |
| ------ | --------------------------------------- | --------------------------------------------------------------------------------- | ---------------------------------------------- | --------------------------------------------------------- | --- | ---------------------------------------------------- | --------------------------------------- | ----------------------------- |
|        | Castell de Talamanca                    | Talamanca                                                                         | castell casa                                   |                                                           | 41° 44′ 21″ N, 1° 58′ 35″ E / 41.7392°N,1.97639°E ca:Castell, 12                                                  | bé d'interès cultural bé cultural d'interès nacional | Castell de Talamanca                    | Modifica les dades a Wikidata |
|        | Granja dels Ànecs                       | Talamanca                                                                         | granja                                         |                                                           | 41° 43′ 23″ N, 1° 53′ 11″ E / 41.7231079455101°N,1.88646150424015°E                                               |                                                      |                                         | Modifica les dades a Wikidata |
|        | La Rossena                              | Talamanca                                                                         | vèrtex geodèsic                                | Alt: 1.2m                                                 | 41° 44′ 28″ N, 1° 58′ 14″ E / 41.7411°N,1.970625°E 590.13 msnm                                                    |                                                      |                                         | Modifica les dades a Wikidata |
|        | Llobregat                               | Catalunya província de Barcelona Catalunya Central Àmbit Metropolità de Barcelona | riu                                            | Desemboca: mar Mediterrània Llarg: 175km Conca: 4948.3km² | 42° 16′ 57″ N, 2° 00′ 46″ E / 42.282412°N,2.012826°E 41° 18′ 08″ N, 2° 07′ 55″ E / 41.302248°N,2.131948°E         |                                                      | Llobregat                               | Modifica les dades a Wikidata |
|        | Mas del Molí Menut                      | Talamanca                                                                         | molí d'aigua                                   | Estil: arquitectura popular                               | 41° 44′ 39″ N, 1° 58′ 39″ E / 41.744209°N,1.977455°E ca:Mas del Molí Menut, 08279 Talamanca 407.5 msnm            | bé integrant del patrimoni cultural català           | Molí del Menut                          | Modifica les dades a Wikidata |
|        | Pont riera de Talamanca                 | Talamanca                                                                         | pont                                           | 1909 Estat: bon estat                                     | 41° 44′ 24″ N, 1° 55′ 21″ E / 41.74007°N,1.92245°E ca:Carretera BV1221Terrassa-Navarcles km 30,5, 08279 Talamanca |                                                      |                                         | Modifica les dades a Wikidata |
|        | Talamanca                               | Talamanca                                                                         | entitat singular de població capital municipal | 212 hab                                                   | 41° 44′ 15″ N, 1° 58′ 40″ E / 41.7374°N,1.97791°E 516 msnm                                                        |                                                      |                                         | Modifica les dades a Wikidata |
|        | barraca de vinya                        | Talamanca                                                                         | barraca de vinya                               | Estil: arquitectura popular                               | 41° 44′ 26″ N, 1° 55′ 22″ E / 41.740564°N,1.92264°E                                                               | bé integrant del patrimoni cultural català           |                                         | Modifica les dades a Wikidata |
|        | camí de Mussarra al Coll de Lligabosses | Monistrol de Calders Talamanca Mura                                               | camí                                           | Llarg: 4km                                                | 41° 44′ 43″ N, 1° 59′ 54″ E / 41.745206°N,1.998338°E 41° 43′ 44″ N, 2° 00′ 33″ E / 41.728957°N,2.009171°E         |                                                      | Camí de Mussarra al Coll de Lligabosses | Modifica les dades a Wikidata |
|        | casa consistorial de Talamanca          | Talamanca                                                                         | casa consistorial                              |                                                           | 41° 44′ 18″ N, 1° 58′ 38″ E / 41.7382788°N,1.9772387°E                                                            |                                                      |                                         | Modifica les dades a Wikidata |
|        | negundo de la Font                      | Talamanca                                                                         | arbre singular                                 | Taxon: auró americà (Acer negundo)                        | 41° 44′ 12″ N, 1° 58′ 43″ E / 41.73672°N,1.978609°E                                                               | arbre d'interès local                                | Negundo de la Font                      | Modifica les dades a Wikidata |